# Revenger
Revenger (リベンジャー Ribenjā?, estilizado como REVENGER) es una serie de televisión de anime japonesa animada por Ajia-do Animation Works y producida por Nitroplus y Shochiku. Está dirigida por Masaya Fujimori y escrita por Gen Urobuchi de Nitroplus y Renji Ōki, con Jun Futamata componiendo la música. Jiro Suzuki y Yuushi proporcionaron los diseños de personajes originales, y Yuji Hosogoe está adaptando los diseños para la animación mientras también se desempeña como director de animación en jefe junto con Yuki Nishioka y Emiko Endo. Se estrenó el 5 de enero de 2023 en Tokyo MX y otros canales. Crunchyroll obtuvo la licencia de la serie.

## Trama
Raizo Kurima es un asesino a sueldo que trabaja para la organización Revenger, que se venga en nombre de aquellos que no tienen poder. El grupo trabaja en la tienda "Ribenjiya" que actúa como una tienda general en el exterior, mientras oculta a la organización Revenger debajo de la superficie. Los compañeros de trabajo de Kurima incluyen un médico con impulsos destructivos, un joven hermoso y andrógino que es a la vez cruel e inocente, un jugador que ama el dinero y el alcohol, y un inteligente artesano de laca. Los cinco hombres comienzan a construir una extraña amistad trabajando juntos.

## Personajes
Raizo Kurima (繰馬 雷蔵 Kurima Raizō?)
 Seiyū: Jun Kasama
El protagonista principal, un maestro espadachín cuya lealtad a su clan se utilizó para manipularlo para que asesinara al padre de su propia prometida. Pronto mata al hombre que arregló el complot, y sin ningún lugar a donde ir después de que su prometida se suicida en la desesperación, se une a la tripulación de Ribenjiya que lo ayudó.
Yuen Usui (碓水 幽烟 Usui Yūen?)
 Seiyū: Yūichirō Umehara
Un manitas de voz suave cuyo trabajo diario es como artista de laca maki-e. Sin embargo, dirige en secreto Ribenjiya, una corrupción gairaigo de la palabra "venganza", para ayudar a saldar las deudas de sangre de aquellos que normalmente no pueden permitirse contratar a un asesino a sueldo. Su método preferido de matar es abofetear una hoja de laca dorada sobre la cara del objetivo hasta que se asfixie. Yuen tiene un gran tatuaje de la Virgen María que cubre su espalda, lo que significa su fe y su trabajo para un grupo cristiano clandestino. Umehara comentó que dado que Revenger es un anime con un guion original, hay un manejo adecuado de los presagios en función de sus impresiones del guion.  Dijo que espera con ansias la interacción de los personajes y las escenas de lucha.
Teppa Murakami (叢上 徹破 Murakami Teppa?)
 Seiyū: Shunsuke Takeuchi
Un ex pirata y médico actual que trata a pacientes de todos los ámbitos de la vida, independientemente de su capacidad de pago. Él crea y mantiene un alijo secreto de armas para Ribenjiya, y su estructura masiva le permite usar armas más pesadas que la mayoría de la gente no puede usar. Takeuchi comentó que el protagonista se sentía poco convencional, que está desgastado en las obras y que tanto Teppa como el resto tenían relaciones interesantes.
Nio (鳰?)
 Seiyū: Hisako Kanemoto
Un niño pequeño y andrógino cuyo rostro angelical esconde una mente cruel y calculadora. Su método favorito de asesinato consiste en usar cuerdas de cometa cubiertas con pequeños fragmentos de vidrio. Kanemoto disfrutó el manejo de los personajes invitados que aparecen en forma de monstruo de la semana.
Soji (惣二 Sōji?)
 Seiyū: Shōta Hayama
Un jugador autoindulgente que valora el dinero, el alcohol y las mujeres por encima de todo. Sin embargo, es sorprendentemente compasivo cuando trata con la gente que le gusta. Su arma favorita es una baraja de cartas hanafuda con finas piezas de hierro incrustadas, que lanza a los puntos vitales de los enemigos. Hayama dijo que esperaba con ansias el manejo de las armas.
Kanō Gerald (ジェラルド 嘉納 Jerarudo Kanō?)
 Seiyū: Akio Otsuka
Un sacerdote cristiano clandestino que predica desde una capilla medio destruida en Nagasaki, brinda orientación espiritual y financiación a los miembros de Ribenjiya.
Jinkurō Isarizawa (漁澤 陣九郎 Isarizawa Jinkurō?)
 Seiyū: Takehito Koyasu
Un funcionario del gobierno de la oficina del Magistrado de Nagasaki que se atribuye el mérito de tomar medidas enérgicas contra el comercio de opio en la región y es conocido por retozar con muchas prostitutas en la ciudad. Está manipulando silenciosamente a Ribenjiya para sus propios fines.
Saimon Shishido (宍戸 斎門 Shishido Saimon?)
 Seiyū: Nobuhiko Okamoto
Liu (劉 Ryū?)
 Seiyū: Daisuke Hirakawa
Sada el Peregrino (遍路の貞 Henro no Sada?)
 Seiyū: Jun'ichi Suwabe

## Producción y lanzamiento
La serie pretende mostrar tanto la cultura occidental como la oriental según el director Masaya Fujimori, mientras que el estilo pretende dar la idea de "genial". El escritor Gen Urobuchi la escribió con la esperanza de que atrajera adecuadamente a la audiencia en función de los diversos conceptos con los que se encontró. Desde que se involucró en el proyecto, Urobuchi creyó que algo realmente bueno saldría. Expresó su interés en los pensamientos internos de los personajes, así como en la animación tradicional utilizada para retratar adecuadamente la ropa como un kimono. Si bien guarda silencio al respecto, Urobuchi afirma que Revenger usará giros de trama engañosos y también se basará en estrategias inteligentes. Con eso en mente, el título de la obra tampoco contiene significados ocultos. Urobuchi cree que Revenger causará impacto en aquellos que esperan un trabajo "realmente interesante".
Basado en los comentarios de Urobuchi, Fujimori encuentra que el guion es muy rico e intrigante, por lo que Fujimori encuentra que trabajar en los guiones gráficos es increíblemente divertido. Hablando de la propia experiencia de Fujimori con los medios desde sus inicios, él está tratando de recrear la experiencia de ver dramas de época y dramas criminales que se emitieron durante la era Shōwa y actualizar la experiencia para la actualidad. Debido a regulaciones más laxas, los programas de New Cinema y spaghetti western que se transmitían por televisión en ese entonces estaban llenos de sorpresas, y el público no sabía qué pasaría después. Revenger está bien respaldado por animación, acabado, arte de fondo y fotografía. Hacer un drama de época es muy difícil, por lo que tuvo que inclinar la cabeza ante el trabajo realizado. La producción de sonido fría y sobria hace que la película sea más madura.
La serie fue anunciada por Nitroplus y Shochiku el 30 de septiembre de 2022. Es producida por Ajia-do Animation Works y dirigida por Masaya Fujimori y escrita por Gen Urobuchi de Nitroplus y Renji Ōki, con Jun Futamata componiendo la música. Jiro Suzuki y Yuushi proporcionaron los diseños de personajes originales, y Yuji Hosogoe está adaptando los diseños para la animación mientras también se desempeña como director de animación en jefe junto con Yuki Nishioka y Emiko Endo. Se estrenó el 5 de enero de 2023 en Tokyo MX y otros canales. Crunchyroll obtuvo la licencia de la serie fuera de Asia.
El tema de aperura es «Downtimer» (ダウンタイマー Dauntaimā?), interpretado por RetBear, mientras que el tema de cierre es «un_mute.», interpretado por Maaya Sakamoto. Sakamoto ofrece sus propias perspectivas. Sakamoto le pidió a Yūho Iwasato, el letrista que más respeta, que escribiera la letra con la imagen de querer crear una canción que envuelva y purifique los corazones de los personajes. Sakamoto estaba feliz de que los animadores crearan una secuencia final que es tranquila y suave para que coincida con la canción.